# Bahnhof Linz Urfahr

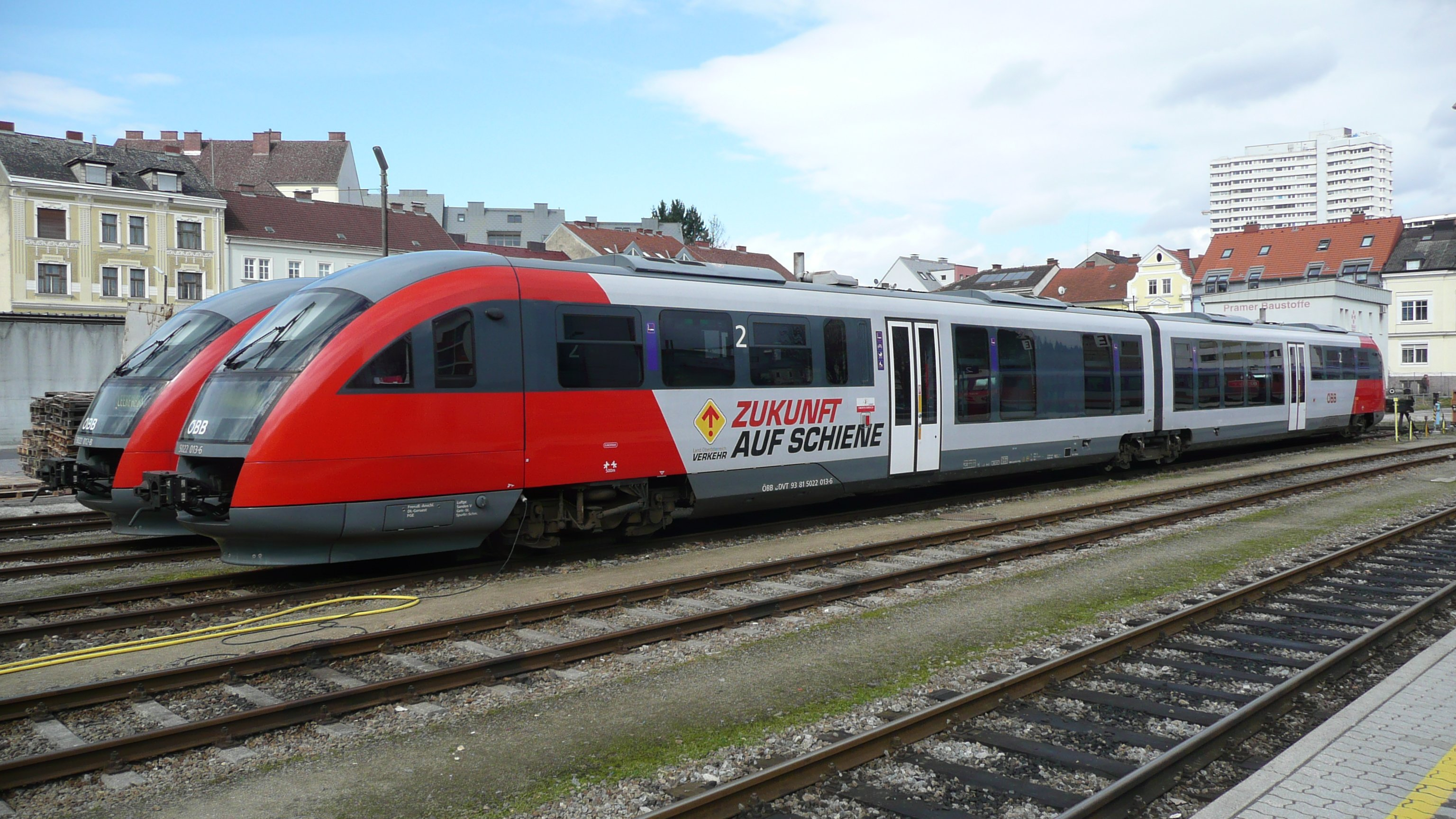
ÖBB-Triebzüge der Reihe 5022 (Desiro) im Bahnhof Linz Urfahr

Der Bahnhof Linz Urfahr, auch Mühlkreisbahnhof genannt, wurde am 18. Oktober 1888 eröffnet. Er liegt im Stadtteil Urfahr der oberösterreichischen Landeshauptstadt Linz und ist Ausgangspunkt der Mühlkreisbahn, einer Nebenbahn nach Aigen-Schlägl.

## Bahnhof
Im Bahnhofsgebäude befindet sich ein Warteraum mit einem nicht mehr benutzten Fahrkartenschalter. Dafür wurde ein Fahrkartenautomat vor der Gleisseite des Bahnhofgebäudes gestellt. Außerdem gibt es eine Fahrdienstleitung und ein öffentliches WC. Am Bahnhofsgelände befindet sich außerdem eine kleine Bäckerei-Filiale, die sich in einem eigenen Gebäude befindet. Am Bahnhofsgebäude ist außerdem ein Park&Ride-Parkplatz und eine Schienenersatzverkehr-Haltestelle.
Es gibt einen nicht überdachten Mittelbahnsteig (Bahnsteig 1 und 2), der über die Gleise erreichbar ist.

## Infrastruktur

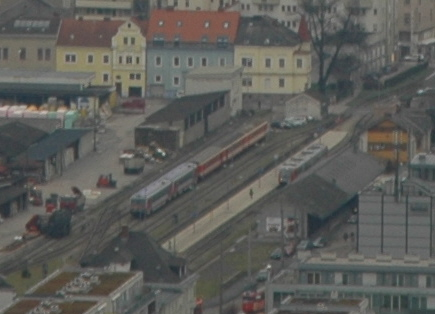
Bahnhof Linz Urfahr

Der Bahnhof ist mit drei Hauptgleisen mit einer maximalen Nutzlänge von 193 m, fünf Abstellgleisen für den Personenverkehr, einem Ladegleis sowie einem Abstellgleis samt Tankstelle für Lokomotiven, Triebwagen und Triebzüge ausgestattet. Ein Abstellgleis ist mit einer Vorheizanlage für Züge versehen. Zwischen den Gleisen 1 und 4 befindet sich ein Mittelbahnsteig, das Gleis nahe dem Aufnahmegebäude ist auch noch mit einem Bahnsteig ausgestattet, welcher aber nicht mehr für den Personenverkehr benützt wird.
Der Bahnhof wird von mehreren Eisenbahnkreuzungen gequert. Auf der Seite Richtung Aigen-Schlägl befinden sich Kreuzungen mit der Landgutstraße (km 0,236), der Hagenstraße (km 0,385) und der Bundesstraße 127 (Rudolfstraße, km 0,590) die mit Lichtsignalanlagen gesichert sind. Die Kreuzung mit der Ottensheimerstraße (km 0,953) ist mit einer Schrankenanlage gesichert. Die Eisenbahnkreuzungen im km 0,773 (Gemeindestraße) und im km 0,805 (Hauszufahrt) haben Andreaskreuz und Stopp-Tafel. Im km 0,823 (Gehweg) und im km 0,838 (Wirtschaftsweg) bestehen Privatwegübergänge. Von 1900 bis 2015 war der Bahnhof auch Endpunkt der Linzer Verbindungsbahn, die die Mühlkreisbahn mit dem übrigen Eisenbahnnetz verband. Am Bahnhofostkopf wurde ein Prellbock aufgestellt. Etwas weiter östlich des Prellbocks befindet sich noch das Mattengleis der Verbindungsbahn, sodass nach Abbau des Prellbocks dort Schienenfahrzeuge auf Straßenfahrzeuge verladen werden können.

## Betrieb

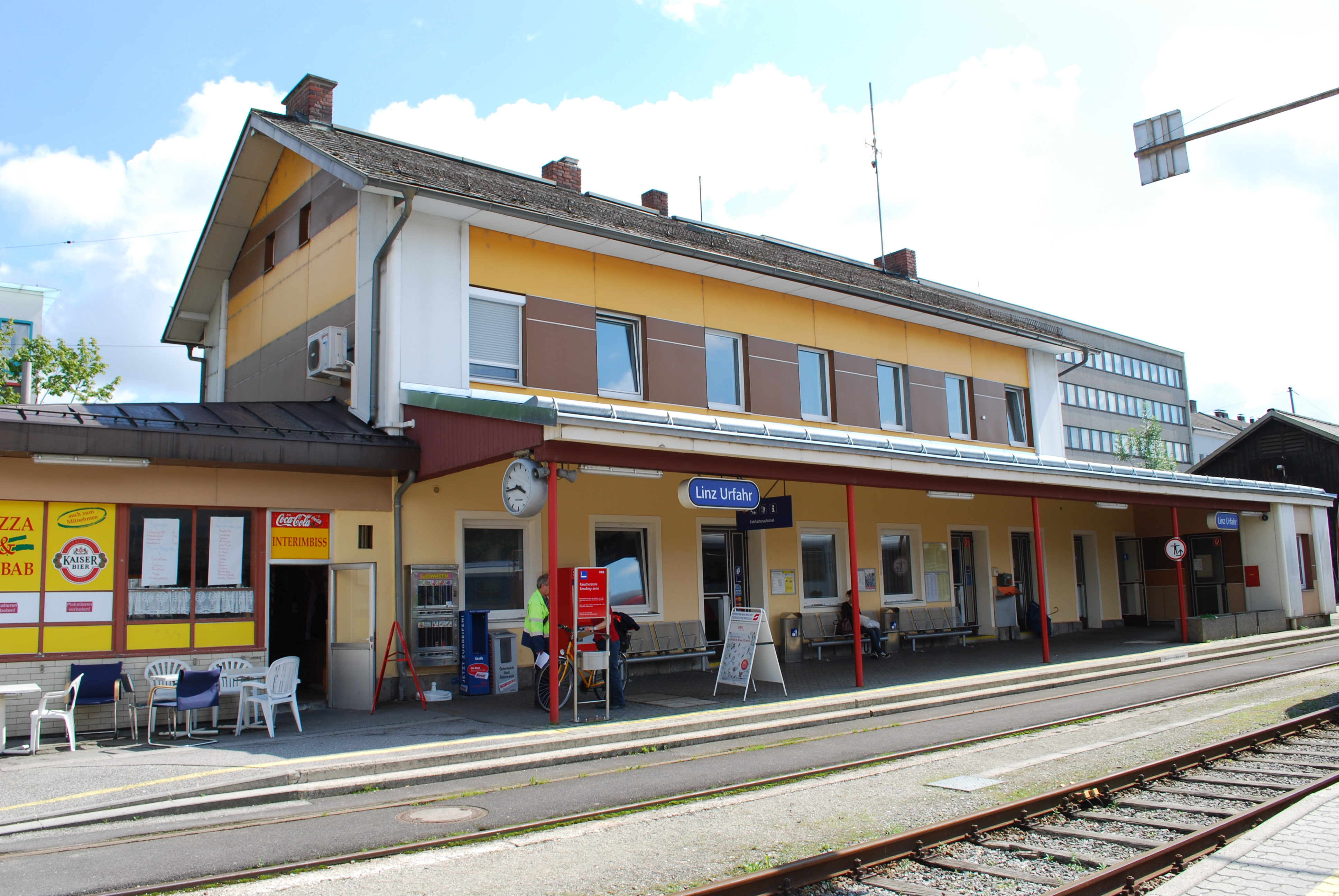
Empfangsgebäude, Gleisseite

Der Bahnhof wird von den Österreichischen Bundesbahnen betrieben. Der Fahrdienstleiter im Bahnhof Linz Urfahr ist neben dem Bahnhof überdies für die Steuerung des Zugverkehrs auf der gesamten Strecke bis Aigen-Schlägl zuständig. Im Abschnitt von Linz Urfahr bis Rottenegg wurde ein „vereinfachter Fernsteuerbetrieb“ eingerichtet, während ab Rottenegg ein „Zugleitbetrieb“ mit Rückfallweichen und Zugleitfunk besteht.
Über die eingleisige Linzer Verbindungsbahn nach Linz Verschiebebahnhof-West und weiter zum Linzer Hauptbahnhof war die Mühlkreisbahn mit der Westbahn verbunden. Diese Verbindung wurde nur für den Güterverkehrs und Betriebsfahrten verwendet, personenbefördernde Züge hatten jedoch stets in Linz Urfahr ihren Ausgangs- oder Endpunkt. Im Personenverkehr sind der Mühlkreisbahnhof und der Hauptbahnhof durch die Straßenbahnlinien 3 und 4 der Linz Linien verbunden. Auf Grund dieser unvorteilhaften Anbindung an das restliche Eisenbahnnetz der ÖBB wurde mehrmals eine Einstellung der Linie in Betracht gezogen.
Seit Dezember 2015 ist die Verbindungsbahn zwischen den Bahnhöfen Linz Urfahr und Linz Hauptbahnhof außer Betrieb, die Mühlkreisbahn wurde damit zu einem Inselbetrieb.